# Isabel Gauthier
Isabel Gauthier (* 25. April 1971 in Longueuil, Québec) ist eine kanadische Neurowissenschaftlerin, die in den Vereinigten Staaten lebt. Sie ist Professorin an der Vanderbilt University.
Gauthier studierte von 1990 bis 1993 Psychologie an der Université du Québec à Montréal, wo sie mit dem Bachelor abschloss. Anschließend setzte sie ihre Psychologiestudien an der Yale University fort und promovierte dort 1998 bei Michael J. Tarr. Nach Post-Doc-Aufenthalten an der Yale University und am Massachusetts Institute of Technology (MIT) wechselte sie 1999 an die Vanderbilt University. Dort war sie zunächst Assistant Professor, ab 2004 Associate Professor, ab 2009 Professorin für Psychologie und ab 2011 Professorin für Radiologie. Seit 2012 hat sie den Lehrstuhl David K. Wilson Chair of Psychology inne.
Ihr Forschungsgebiet ist die Objektwahrnehmung.

## Auszeichnungen
- 2008: Troland Research Award

## Schriften (Auswahl)
- Isabel Gauthier, Michael J. Tarr, Daniel Bub Perceptual Expertise: Bridging Brain and Behavior (Oxford Series in Visual Cognition), Oxford University Press (2009), ISBN 978-0-19-530960-7.
- Smithson, Conor JR, and I. Gauthier:.Is domain-general object recogniton ability a novel construct?. Annual review of psychology (2025).
- Gauthier, I., Tarr, M. J., Moylan, J., Skudlarski, P., Gore, J. C., & Anderson, A. W. (2000): The fusiform „face area“ is part of a network that processes faces at the individual level. Journal of cognitive neuroscience, 12(3), 495-504.
- Gauthier, Isabel, Marlene Behrmann, and Michael J. Tarr: Can face recognition really be dissociated from object recognition?. Journal of cognitive neuroscience 11.4 (1999): 349-370.
- Isabel Gauthier, Michael J. Tarr, Becoming a „Greeble“ Expert: Exploring Mechanisms for Face Recognition, Vision Research, Volume 37, Issue 12, 1997, Pages 1673-1682, doi:10.1016/S0042-6989(96)00286-6.